# Acidiella persimilis
Acidiella persimilis är en tvåvingeart som beskrevs av Friedrich Georg Hendel 1915. Acidiella persimilis ingår i släktet Acidiella och familjen borrflugor.
Artens utbredningsområde är Taiwan. Inga underarter finns listade i Catalogue of Life.